# Brian Laws
Brian Simon Laws (ur. 14 października 1961 w Wallsend) – angielski piłkarz występujący na pozycji prawego obrońcy oraz trener. Jest szkoleniowcem zespołu Scunthorpe United.

## Kariera piłkarska
Jako piłkarz grał na pozycji prawego obrońcy. Początkowo występował w Wallsend Boys Club. W 1978 roku został zawodnikiem Burnley. W zespole tym grał do 1893 roku. W tym czasie rozegrał ponad 150 meczów we wszystkich rozgrywkach oraz zdobył jeden raz nagrodę najlepszego piłkarza młodego sezonu w swoim klubie. W sierpniu 1983 roku za 10 tysięcy funtów trafił do Huddersfield Town, skąd dwa lata później za 30 tysięcy przeszedł do Middlesbrough.
Później przez sześć sezonów występował w Nottingham Forest. Klub ten kupił go w lipcu 1988 roku za 120 tysięcy funtów. W Nottingham Forest Laws grał do 1994 roku, a zadebiutował 8 października 1998 roku w meczu z Queens Park Rangers. Przez ten czas dwukrotnie zdobył Puchar Ligi (1989, 1990) oraz dotarł do finału Pucharu Anglii (1991). Następnie Anglik grał w Grimsby Town, Darlington i Scunthorpe United.

## Kariera trenerska
W latach 1994–1997 był grającym trenerem w Grimsby Town. Klub ten prowadził w 99 meczach. Następnie, do 2006 roku pracował w Scunthorpe United. Scunthorpe Laws prowadził przez ponad 500 spotkań. W sezonie 1998/1999 awansował ze swoim klubem z Division Three (czwarty szczebel rozgrywek) do Second Division po zwycięstwie w finale play-offów z Leyton Orient. Natomiast w sezonie 2004/2005 zajął ze Scunthorpe drugie miejsce w League Two i awansował do League One.
6 listopada 2006 roku został trenerem Sheffield Wednesday. Szkoleniowcem tego zespołu był do 2009 roku, kiedy to 13 grudnia opuścił Sheffield. Zespół ten Laws poprowadził w 154 spotkaniach.
13 stycznia 2010 roku został trenerem Burnley, gdzie zastąpił Owena Coyle'a, który odszedł do Boltonu Wanderers. Z beniaminkiem Premier League Laws podpisał dwuipółletnią umowę. Nie zdołał jednak uchronić tego klubu przed spadkiem z ligi.
17 września 2012 roku został dyrektorem sportowym Shamrock Rovers.
29 października 2012 roku został mianowany trenerem Scunthorpe United.

### Statystyki
Stan na 14 czerwca 2013
| Klub                | Kraj    | Od                   | Do               | Mecze | Mecze | Mecze | Mecze | Mecze |
| Klub                | Kraj    | Od                   | Do               | M     | Z     | R     | P     | % Z   |
| ------------------- | ------- | -------------------- | ---------------- | ----- | ----- | ----- | ----- | ----- |
| Grimsby Town        | Anglia  | 29 listopada 1994    | 1 listopada 1996 | 99    | 30    | 28    | 41    | 30,30 |
| Scunthorpe United   | Anglia  | 24 lutego 1997       | 25 marca 2004    | 389   | 147   | 101   | 141   | 37,79 |
| Scunthorpe United   | Anglia  | 15 kwietnia 2004     | 6 listopada 2006 | 131   | 55    | 37    | 39    | 41,98 |
| Sheffield Wednesday | Anglia  | 6 listopada 2006     | 13 grudnia 2009  | 154   | 52    | 42    | 60    | 33,77 |
| Burnley             | Anglia  | 13 stycznia 2010     | 29 grudnia 2010  | 44    | 13    | 9     | 22    | 29,55 |
| Scunthorpe United   | Anglia  | 29 października 2012 | Teraz            | 32    | 11    | 5     | 16    | 34,38 |
| Łącznie             | Łącznie | Łącznie              | Łącznie          | 834   | 304   | 218   | 312   | 36,45 |